# Im Vorhof der Wahrheit
Im Vorhof der Wahrheit ist ein Fernsehfilm von Fritz Umgelter aus dem Jahre 1974. Zu den Schauspielern zählen Gerhard Acktun, Matthias Habich und Gertraud Jesserer.

## Handlung
Der Fernsehfilm basiert auf den Erlebnissen eines Tschechen, dem als Kind an der Ostfront des Zweiten Weltkrieges Schlimmes widerfährt. In der Nachkriegszeit hält er sich als Jugendlicher in Deutschland auf, beteiligt sich an Schwarzmarktgeschäften und gerät in ein kriminelles Milieu. Aufgrund seines eigenen Fehlverhaltens hat er wiederholt Probleme mit der Justiz.

## Hintergrund
Das Drehbuch von Johannes Hendrich beruht auf Tonband-Aufzeichnungen des tschechischen Häftlings Jaroslav Wedrich in der Justizvollzugsanstalt Tegel, der aufgrund von Totschlag zu fünf Jahren Gefängnis verurteilt worden war, weil er im Juni 1970 in Berlin bei einer Schießerei zwischen zwei verfeindeten Zuhältergruppen einen Menschen erschossen hatte.

## Kritiken
- Das Lexikon des internationalen Films bewertet Im Vorhof der Wahrheit als „Aufwendig inszeniertes Fernsehspiel, dessen kritisches Anliegen angesichts der offenkundigen Lust an der breit ausgemalten Darstellung schauriger Schicksalsschläge leider in den Hintergrund gedrängt wird.“[5]
- Die Fernsehzeitschrift Prisma lobt den Fernsehfilm auf ihrer Internetseite als „beeindrucken[d]es, weil atmosphärisch dichtes Drama mit guter Besetzung“ und vergibt an ihn 3 von 5 Sternen.[2]

## Veröffentlichung
Am 1. März 2012 kam der Fernsehfilm auf DVD heraus.